# Nelson Goodman
Nelson Goodman ( 7 de agosto de 1906 - 25 de noviembre de 1998) fue un filósofo estadounidense conocido por sus trabajos sobre los condicionales contrafácticos, la mereología y la inducción.

## Biografía
Nació en Somerville, Massachusetts el 7 de agosto de 1906. Se graduó en la Universidad de Harvard en 1928 y obtuvo su doctorado en filosofía en 1941. Dirigió una galería de arte durante 11 años en Boston, Massachusetts y se alistó en el ejército estadounidense hasta el final de la Segunda Guerra Mundial. Luego enseñó 18 años en la Universidad de Pensilvania, participó en el Centro de Estudios Cognitivos entre 1962 y 1963 y entre 1964 y 1967 se desempeñó como docente en distintas universidades hasta que fue nombrado profesor en Harvard en 1968.

## Pensamientos filosóficos

### Nominalismo y mereología
Goodman, junto con Stanislaw Lesniewski, es el fundador de la variante contemporánea del nominalismo, que argumenta que la filosofía, la lógica, y las matemáticas deberían prescindir de la teoría de conjuntos. El nominalismo de Goodman se construye de forma pura sobre consideraciones ontológicas. Después de una larga dificultad con el Ensayo de 1947 escrito conjuntamente con Willard Quine, Goodman dejó de preocuparse por encontrar una manera de reconstruir las matemáticas que no hiciera uso de la teoría de conjuntos - desacreditada como la única teoría capaz de fundamentar las matemáticas desde 1913 (Russell/Whitehead).
El programa de David Hilbert, que intentaba una reconstrucción de las matemáticas a partir de axiomas lógicos se probó vano en 1936 gracias a Gödel. Debido a esto y a otras fallas en líneas de investigación que parecían igual de fructíferas, Quine pronto llegó a creer que tal reconstrucción era imposible, pero el compañero universitario de Goodman Richard Milton Martin argumentó, oponiéndose a esto, escribiendo un gran cantidad de artículos sugiriendo maneras de seguir adelante. 
De acuerdo con el epílogo de Thomas Tymoczko en New directions in the philosophy of mathematics, Quine "urged that we abandon ad hoc devices distinguishing mathematics from science and just accept the resulting assimilation" poniendo "the key burden on the theories (networks of sentences) that we accept, not on the individual sentences whose significance can change dramatically depending on their theoretical context." Haciendo eso, afirmó Tymoczko, la filosofía de la matemática y la filosofía de la ciencia se fusionarían en un quasi-empirismo en matemáticas: el énfasis de la práctica matemática como parte efectiva del método científico, enfatizando el método sobre los resultados.
El cálculo de individuos de Goodman-Leonard (1940) fue el punto de partida de la variante estadounidense de la mereología. Mientras que la exposición de Goodman y Leonard recurría a una teoría de conjuntos un poco ingenua, la variante del cálculo de individuos que fundamentó el libro de Goodman de 1951 The Structure of Appearance, una revisión y extensión de su tesis de doctorado, no hace ninguna mención a los conjuntos. Simons (1987), Casati y Varzy (1999) mostraron que el cálculo de individuos puede fundamentarse tanto en una teoría de conjuntos, como en predicados monádicos, empleados esquemáticamente. La mereología es "ontológicamente neutral" y retiene bastante del pragmatismo de Quine.

### Inducción y "verdul"

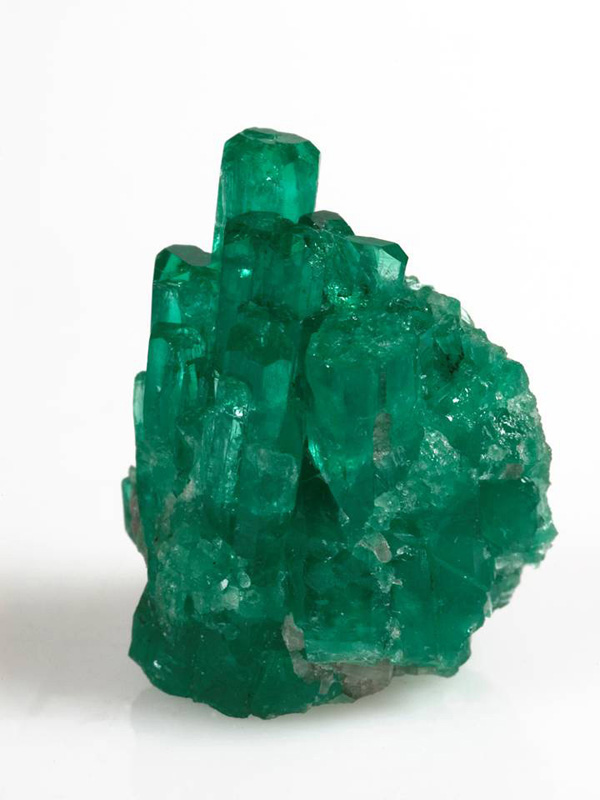
¿Es la esmeralda verde y verdul?¿Serán todas las esmeraldas azules después de t?

El problema de la inducción planteado por David Hume en el siglo XVIII planteó que ninguna cantidad de observaciones podrán predecir con certeza eventos futuros por lo que “si las interferencias inductivas (es decir, predicciones) no son válidas, entonces ¿por qué deberíamos pensar que nos permiten acercarnos con fiabilidad a la verdad?” Goodman en su libro de 1954, Hecho, ficción y pronóstico, argumenta que el enigma de Hume es un pseudoproblema. Según Goodman, los actos del razonamiento deductivo e inductivo se justifican de la misma forma: mostrando que encajan en normas generales que codifican con precisión los tipos de influencias que, al pensar sobre ellas, consideramos legítimas. Pero, aunque la preocupación de Hume está infundada, sí hay un problema real sobre el razonamiento inductivo, al que bautizó como "el nuevo enigma de la inducción".
Como decía Hume, los humanos intentamos predecir el futuro haciendo generalizaciones a partir de observaciones pasadas que "confirman" tales generalizaciones (ej. todas las esmeraldas son verdes). Estas se usan para hacer otras predicciones (ej. la próxima esmeralda que veamos será verde). El problema que observó Goodman es que solo se asume que ciertas generalizaciones se confirman al observar su recurrencia. Goodman introduce la palabra "verdul", mezcla de las palabras verde y azul (original en inglés como "grue", entre green y blue), que se aplica a todas las cosas examinadas que sean verdes antes de un cierto tiempo t  (por ejemplo, dentro de un año), pero también a otras cosas que sean azules y no se examinen antes del tiempo t. Hasta ahora, todas las esmeraldas observadas son verdes, y con esto apoyamos que todas las esmeralda verdes. Pero toda esmeralda observada hasta la fecha es verdul. Si aceptamos que todas las esmeraldas son verdules, dentro de un año debemos predecir que la primera esmeralda observada será azul.
Goodman deja abierta la pregunta de por qué proyectamos algunos términos descriptivos en el futuro, pero no en otros. Este es el nuevo enigma de la inducción.